# Sovínky
Sovínky jsou městys v okrese Mladá Boleslav ve Středočeském kraji. Rozkládá se devět kilometrů jihozápadně od Mladé Boleslavi. Žije zde 358 obyvatel.

## Historie
První písemná zmínka o obci pochází z roku 1360.

## Obyvatelstvo
| Rok            | 1869 | 1880 | 1890 | 1900 | 1910 | 1921 | 1930 | 1950 | 1961 | 1970 | 1980 | 1991 | 2001 | 2011 | 2021 |
| -------------- | ---- | ---- | ---- | ---- | ---- | ---- | ---- | ---- | ---- | ---- | ---- | ---- | ---- | ---- | ---- |
| Počet obyvatel | 365  | 410  | 420  | 395  | 391  | 368  | 338  | 255  | 274  | 252  | 279  | 283  | 302  | 288  | 332  |
| Počet domů     | 58   | 61   | 60   | 62   | 68   | 71   | 77   | 75   | 70   | 66   | 77   | 99   | 97   | 100  | 111  |

## Správa městyse
Od 10. října 2006 byl obci vrácen status městyse.

### Územněsprávní začlenění
Dějiny územněsprávního začleňování zahrnují období od roku 1850 do současnosti. V chronologickém přehledu je uvedena územně administrativní příslušnost městyse v roce, kdy ke změně došlo:
- 1850 země česká, kraj Jičín, politický i soudní okres Mladá Boleslav;[7]
- 1855 země česká, kraj Mladá Boleslav, soudní okres Mladá Boleslav;[7]
- 1868 země česká, politický i soudní okres Mladá Boleslav;[7]
- 1939 země česká, Oberlandrat Jičín, politický i soudní okres Mladá Boleslav;[8]
- 1942 země česká, Oberlandrat Praha, politický i soudní okres Mladá Boleslav;[9]
- 1945 země česká, správní i soudní okres Mladá Boleslav;[10]
- 1949 Pražský kraj, okres Mladá Boleslav;[11]
- 1960 Středočeský kraj, okres Mladá Boleslav.[12]
- k 1. lednu 1980 Středočeský kraj, okres Mladá Boleslav, městys Bezno[13]
- k 24. listopadu 1990 Středočeský kraj, okres Mladá Boleslav[13]

### Symboly městyse
Znak městyse je historický, vlajka byla městysi udělena rozhodnutím předsedy Poslanecké sněmovny Parlamentu České republiky dne 8. listopadu 2016.

## Společnost
V městysi Sovínky (420 obyvatel) byly v roce 1932 evidovány tyto živnosti a obchody: 3 hostince, kovář, kolář, krejčí, 2 obuvníci, 2 rolníci, řezník, 2 obchody se smíšeným zbožím, obchod se střižním zbožím, trafika, truhlář, velkostatek Langhans, zahradnictví.

## Doprava
Silniční doprava
- Do městyse vede silnice III. třídy. Ve vzdálenosti 1 km v Bezně lze najet na silnici I/16 Slaný - Mělník - Mladá Boleslav - Jičín.

Železniční doprava
- Železniční trať ani stanice na území městyse nejsou. Nejblíže městysi je železniční stanice Chotětov ve vzdálenosti 4 km ležící na trati 070 v úseku z Neratovic do Mladé Boleslavi.

Autobusová doprava
- V městysi zastavovaly v pracovních dnech června 2011 autobusové linky Mladá Boleslav-Bezno-Katusice (2 spoje tam, 1 spoj zpět) a Bělá pod Bezdězem-Bezno-Praha (1 spoj tam i zpět) (dopravce TRANSCENTRUM bus, s.r.o.).[16]

## Pamětihodnosti
- Zámek Sovínky

## Další fotografie

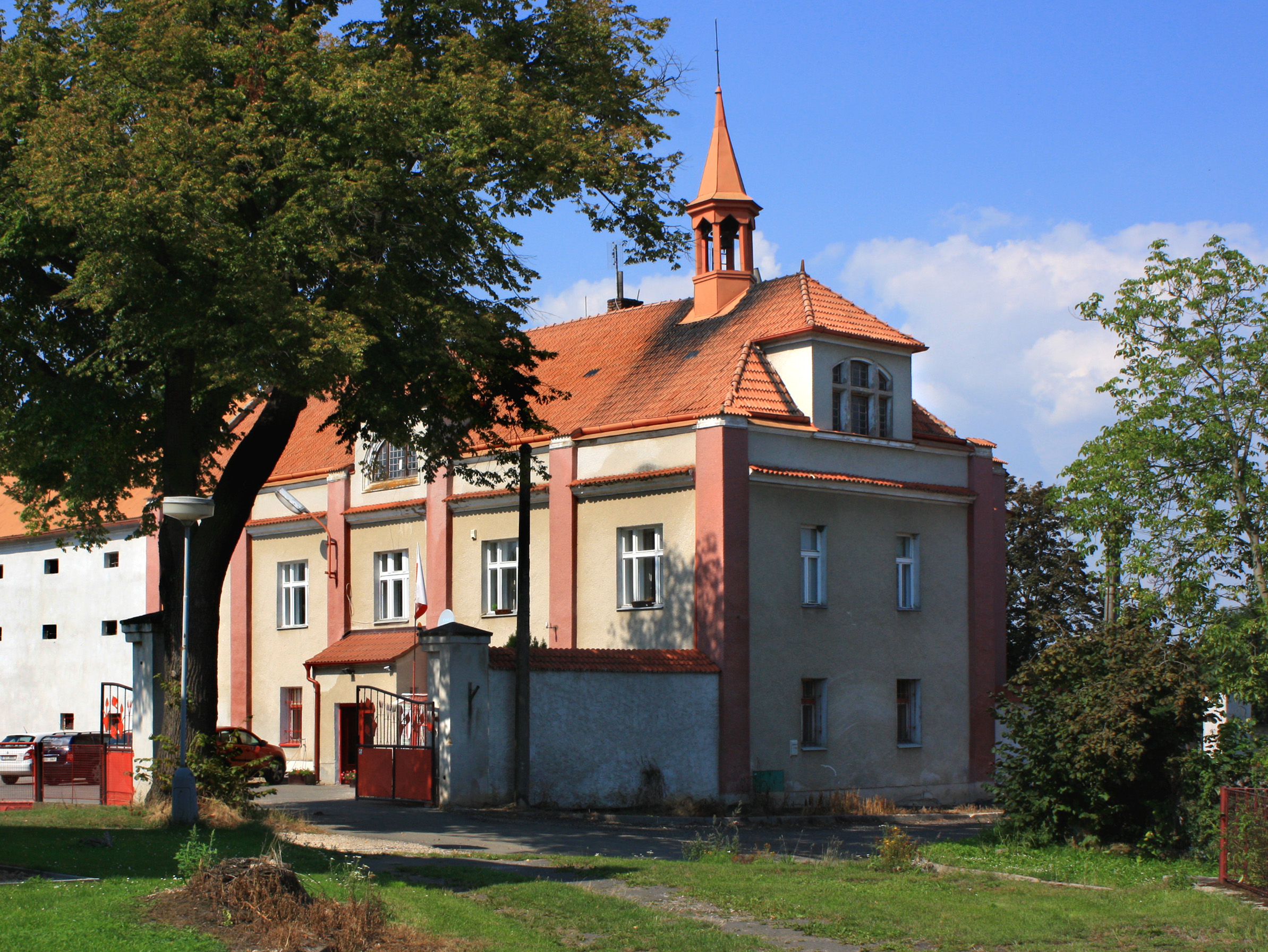
Zámek Sovínky
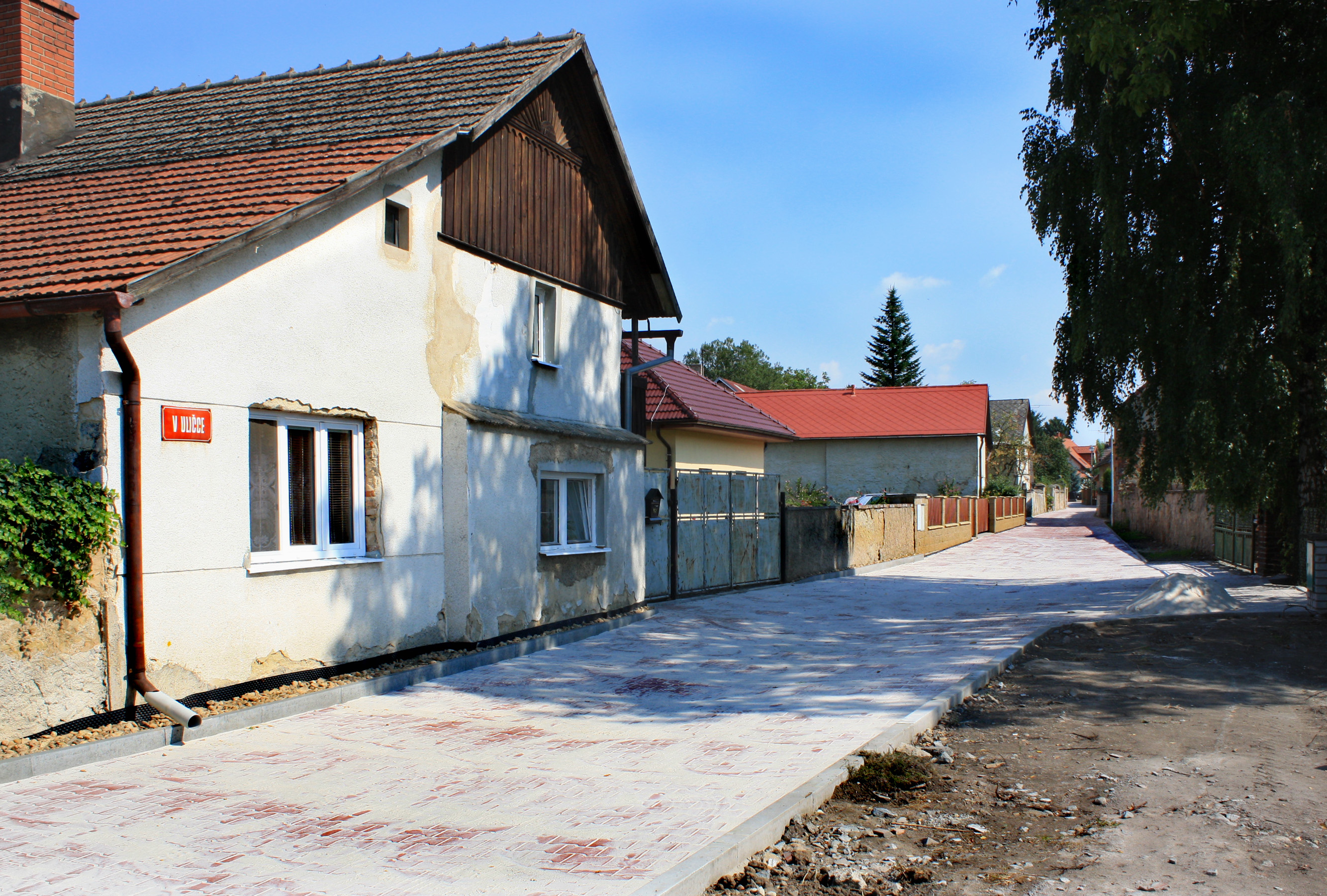
Ulice V Uličce
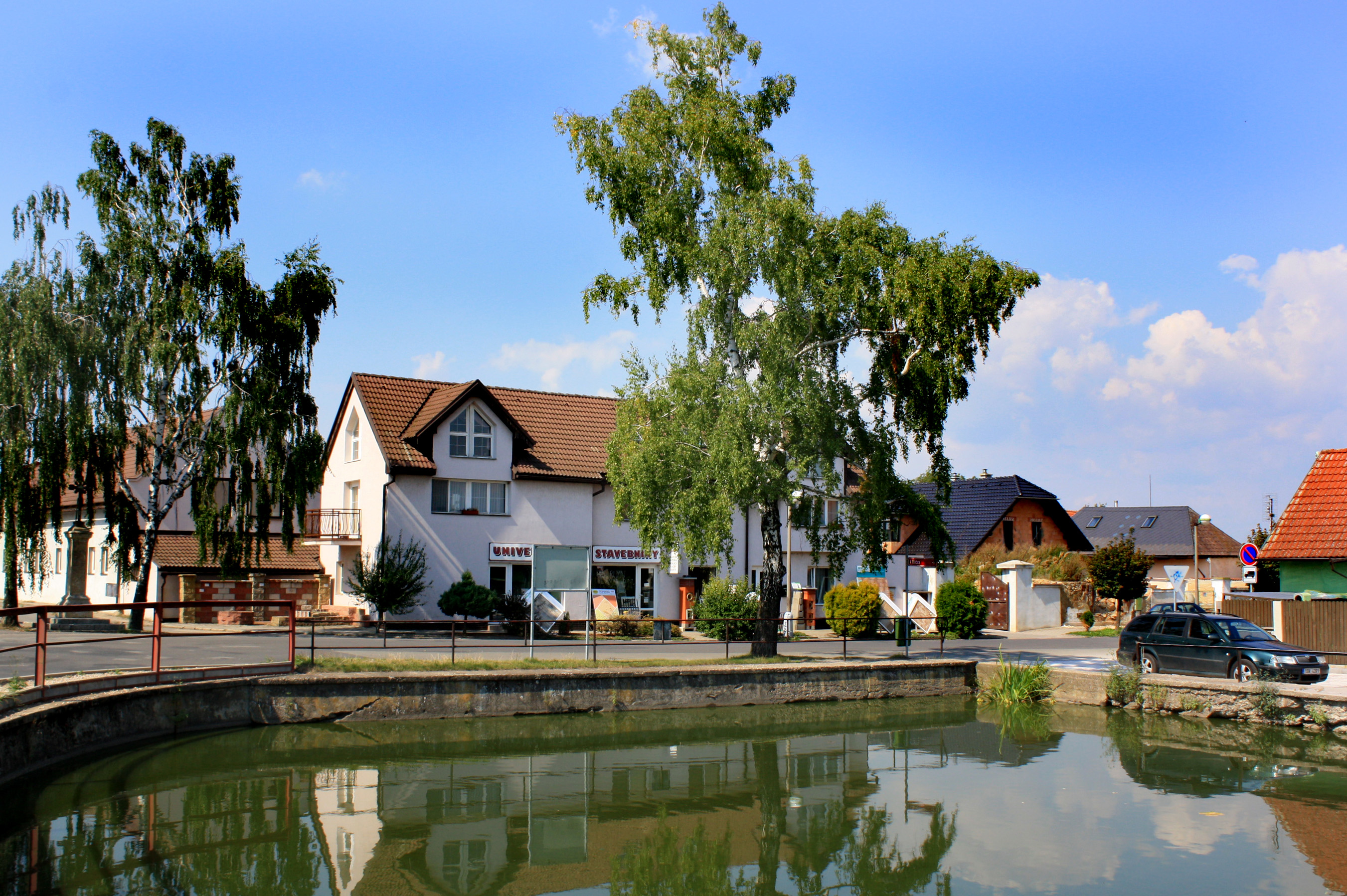
Místní rybníček